# Ломницькі пагорби
Ломницькі пагорби (Lomnická pahorkatina) — гірський масив у Словаччині; геоморфологічна підодиниця масиву Попрадська улоговина. Середні висоти — 600 метрів. Місце розташування — Пряшівський край.